# Роберт Дюмонтуа
Роберт Дюмонтуа (фр. Robert Dumontois, 6 серпня 1941 — 15 червня 2022) — французький академічний веслувальник.
Срібний призер Олімпійських Ігор 1960 року в складі розпашної четвірки зі стерновим, учасник 1964 року.
Бронзовий призер Чемпіонату світу 1962 року в складі вісімки.
Бронзовий призер Чемпіонату Європи 1961 року в складі вісімки.